# لینتون براون
لینتون براون (انگلیسی: Linton Brown؛ زادهٔ ۱۲ آوریل ۱۹۶۸) بازیکن فوتبال اهل بریتانیا است.
از باشگاه‌هایی که در آن بازی کرده‌است می‌توان به باشگاه فوتبال هال سیتی، باشگاه فوتبال سوانزی سیتی، و باشگاه فوتبال گایزلی اشاره کرد.